# Гаравишки
Гара́вишки (бел. Гара́вішкі, пол. Horawiszki) — хутор в Сморгонском районе Гродненской области Белоруссии.
Входит в состав Жодишковского сельсовета.
Расположен в северной части района на левобережьи реки Вилия. Расстояние до районного центра Сморгонь по дороге — около 16 км, до центра сельсовета агрогородка Жодишки по прямой — чуть более 5 км. Ближайшие населённые пункты — Девятни, Козеняты, Новая Рудня.
Согласно переписи население хутора в 1999 году насчитывало 5 человек.
К западу от хутора располагается территория ландшафтно-ботанического заказника «Голубые озёра».